# 共創ウェルビーイング
共創ウェルビーイング（英: Co-Creative Wellbeing）は、ウェルビーイングの形態のひとつである。

## 解説
安梅勅江（筑波大学教授）らは、皆が力を合わせて世界がより良い未来に向かって進むこと、A world of possibilitiesの実現を目指すものであり、さまざまな人びとが支え合い、協力しながら、新しいアイディアや解決策を共に生み出すことで、幸せな社会を作るアプローチとして共創ウェルビーイングを提唱している。
定義
共創ウェルビーイングについて、安梅らは、自分、他者、環境に思いを寄せる、大切にするケアCareと、互いの違いを楽しみつつ共によりよい未来を築くクリエーションCreationに基づくウェルビーイングと定義している。
さらに、共創ウェルビーイングの実践に向け、以下などを推奨している。
- 主体性のある一人ひとりがいて初めて共創がある。すなわち、個人の主体性を抑制せず、主体性を持つ個人が共創することを重視。
- 当事者主体が判断基準。
- 感謝。
- 自己効力感。
- 身の回りから行動を起こすこと。 まずは行動を起こし、何か始めてみることが大切。

共創ウェルビーイング部
宮崎県立都城商業高等学校共創ウェルビーイング部は、まちの「ゆるやかなつながり」をつくることを目指してイベントの企画・運営を行う高校生主体のチームであり、部活動である。2023年に福祉部から名称を変更し、部活動として様々な活動を行っており、若者主体のプロジェクトとして子ども家庭庁でも紹介されている。
共創的ウェルビーイング
内田由紀子（京都大学教授）らは、多様な個人の最適化は「場」によって支えられるとい う前提のもと、個人のWell-beingが高い状態を可能にする場の状態（「場」のウェルビーイング）に着目し、個と場の共創的ウェルビーイングへのアプローチがWell-beingを高めていける都市空間づくりにつながることを論じている。
協調的ウェルビーイング
内田は、ウェルビーイングの指標について、「私」個人の幸せを測定する尺度は多いものの、他者との調和的な幸せや、他者を幸せにしているかどうか、という概念を測定する尺度もこれま で用いられては来なかった。「持続可能」な幸福が問われる現在において、個人的達成や獲得に基づく幸 福のみならず、協調的幸福感の実証的測定が不可欠である。 と述べている。ウェルビーイング指標としては、人生満足度（LS: Life Satisfaction）がよく知られており、DienerとEmmonsらによる人生満足度尺度（SWLS: Satisfaction With Life Scale）が多く用いられている。Hitokotoと Uchidaは、LSとは異なる、静かで穏やかな幸せを測定する協調的幸福度（IH : Interdependent Happiness）に着目し、協調的幸福感尺度（IHS : Interdependent Happiness Scale）を開発している。
大阪公立大学 Well-being 共創研究センター
大阪公立大学では、地域住民のWell-being の向上のための研究推進と社会貢献を通じて、地域の健康・福祉課題の解決を目指し「大阪公立大学 Well-being 共創研究センター」を開設した。同センターの活動は、研究及び実践活動を全国・世界へ適用することにより未来社会の創生に寄与することを目的としている。